# Fanciulla di Vagli
La Fanciulla di Vagli è un reperto antropologico ritrovato nell'ottobre del 2008 nelle vicinanze del cimitero di Vagli di Sopra nel comune di Vagli Sotto in provincia di Lucca.

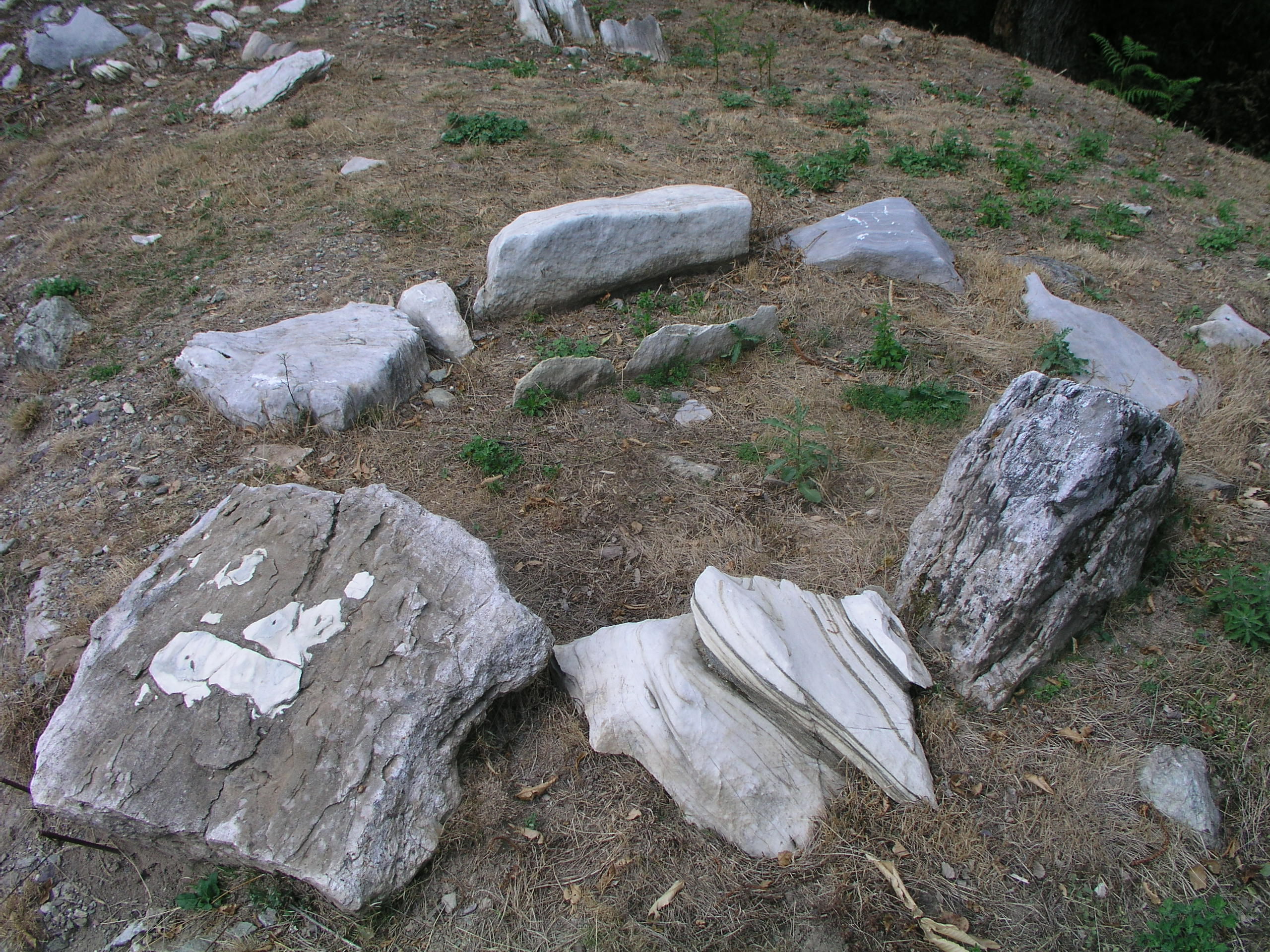
La struttura ellissoidale con gli ortostati

## Generalità
Si tratta di una sepoltura contenente i resti di una cremazione. I resti, insieme al corredo della "fanciulla", sono stati posti in un'urna cineraria. I resti dell'incinerazione fanno parte di un monumento funerario ligure-apuano dei primi decenni del II secolo a.C. in cui sono presenti, oltre alla tomba a cassetta, vari elementi di corredo. Sono da riferirsi, presumibilmente, ad un individuo di sesso femminile di età compresa tra i dodici e i quattordici anni.

## Ritrovamento
Il signor Moreno Balducci ritrovò nei primi giorni di ottobre 2008, tra la terra smossa da un escavatore in località Murata, degli oggetti di interesse archeologico. Il giorno seguente segnalò il ritrovamento al sindaco che trasmise l'informazione alla Soprintendenza per i Beni Archeologici della Toscana.
Il 7 ottobre viene eseguito un intervento d'urgenza che mette in luce il contesto di provenienza degli oggetti. Lo scavo eseguito sotto la direzione dell'archeologo Giulio Ciampoltrini della Soprintendenza per i Beni Archeologici della Toscana con il sostegno finanziario della Fondazione Cassa di Risparmio di Lucca viene completato nel novembre del 2009

## Cultura materiale e datazione
Le caratteristiche della sepoltura e quelle degli oggetti rinvenuti portano ad inquadrare il ritrovamento nella cultura dei liguri-apuani in una cronologia compresa tra il 200 e il 180 a.C

## Contesto storico
Fin dalla metà del III secolo a.C. i liguri si erano spostati sull'Appennino Toscano da dove avevano instaurato rapporti di commercio con gli etruschi. Poco più di un decennio dopo iniziano a scontrarsi con l'esercito romano il cui obbiettivo era il controllo delle coste. Il contesto storico nel quale si pone la sepoltura vaglina è quello delle fasi finali di questa guerra. In quegli anni i romani presero il sopravvento e in breve gli Apuani furono in parte deportati nel Sannio o nelle campagne lucchesi.

## Il monumento funerario e la cassetta tombale
La cassetta litica rinvenuta rientra nella tipologia tipica della cultura ligure-apuana: sei lastre di marmo di cui quattro costituiscono le pareti e le altre il fondo ed il coperchio. Nel caso di Vagli solo due lastre sono state ritrovate nella posizione originale, quelle sui lati orientale e settentrionale. Quella sul lato occidentale era caduta e fu rinvenuta in due pezzi così come la lastra di fondo. Completamente mancanti le altre due, verosimilmente asportate dai lavori precedenti il ritrovamento. Il materiale usato è marmo reperibile nella zona.
La sepoltura è in connessione con una struttura ellissoidale di pietre infisse (ortostati) nel terreno. Benché se ne conoscano altre è la prima volta che è stato possibile effettuare un'indagine archeologica su una struttura di questo tipo in Garfagnana.

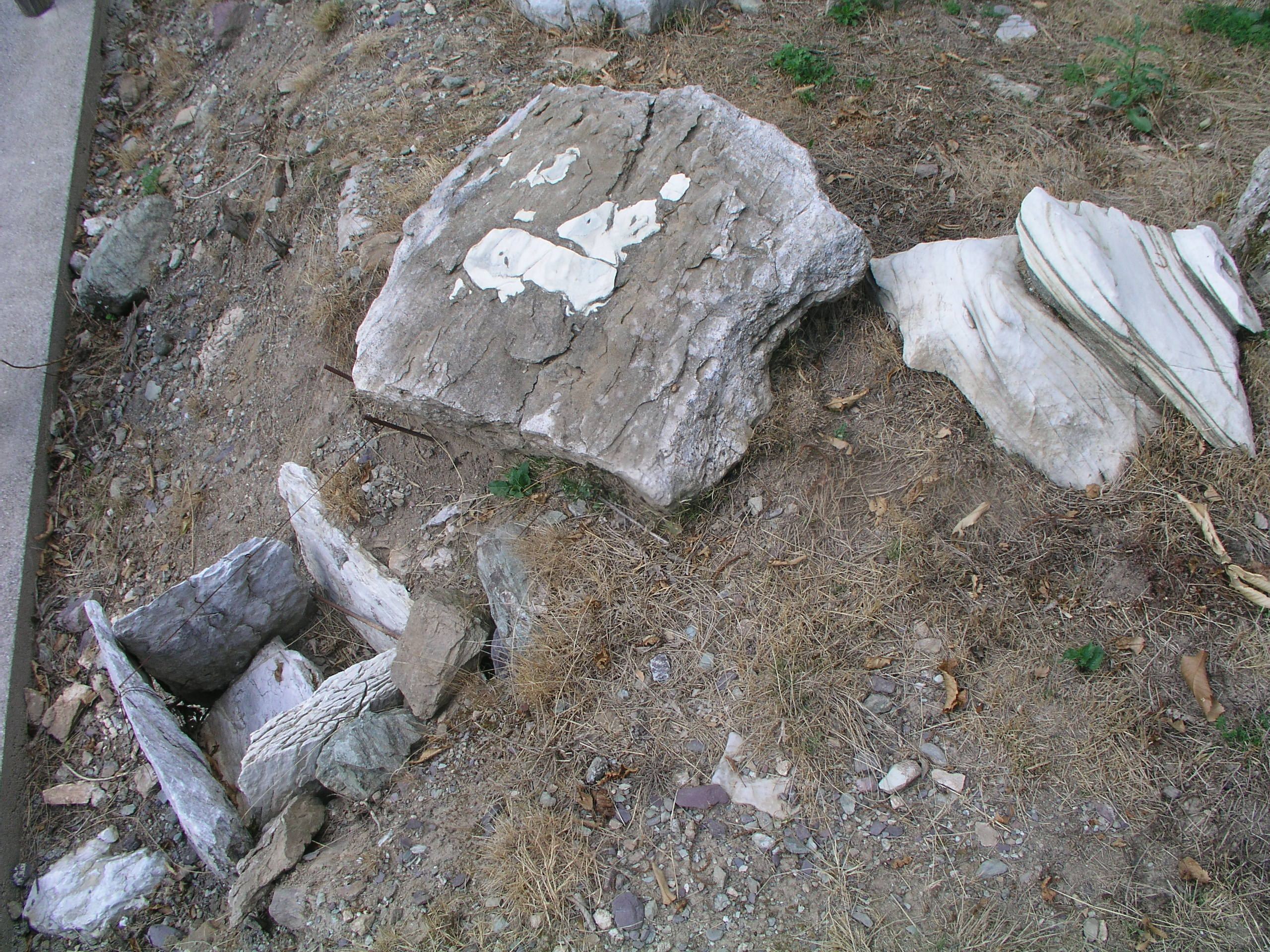
La cassetta litica

## Il contenitore cinerario
I resti della incinerazione sono stati collocati in una olla globulare di argilla (color avana) depurata decorata con fasce parallele di color rosso e prodotta al tornio. Nella quotidianità questo oggetto aveva un uso alimentare.
A copertura della olla è stata posta una coppa a vernice nera con piede ad anello e vasca emisferica. La coppa, sprovvista di anse, proviene da manifatture dell'Etruria settentrionale.
La tradizione ligure-apuana prevede nella maggior parte dei casi l'utilizzo di un'olla come cinerario sia a forma globulare che, più raramente, ovoide. In associazione a questa un vaso a forma aperta con funzione di copertura.

## Corredo funebre

### Vasi potori
- Kylix a vernice nera opaca e piede ad anello. Di argilla figulina rosso-arancio, proveniente da officine ceramiche dell'Etruria settentrionale, nell'uso quotidiano veniva usata per il consumo del vino. La Kylix è stata collocata appesa ad un gancio di ferro fissato su una lastra della cassetta litica.

- Poculo con corpo ovoide e piede ad anello. Di argilla figulina avana, è stato ritrovato integro. Poculi di questo tipo venivano, verosimilmente, utilizzati per il consumo di una birra a base di cereali che costituiva la bevanda tradizionale ligure[4].

### Oggetti di ornamento personale
- Armilla in bronzo di forma ellittica a doppio avvolgimento.

- Armilla in lamina di bronzo ripiegata.

- Coppia di spirali in filo d'argento.

- Anello d'argento.

- Anello di bronzo.

- Anello di bronzo a sezione rettangolare.

- Coppia di anelli in bronzo a sezione ellittica.

- Gruppo di ventotto grani d'ambra di cui uno a forma di cilindro e gli altri a forma discoidale. Verosimilmente costituivano i vaghi di una stessa collana.

- Gruppo di quindici grani d'ambra lenticolari. Costituivano, con ogni probabilità, gli elementi di un'unica collana.

- Gruppo di otto grani d'ambra discoidali.

- Gruppo di otto grani d'ambra discoidali.

- Gruppo di nove grani d'ambra discoidali.

- Gruppo di quindici grani d'ambra lenticolari. Incorporati in una placca di argilla in origine di color viola.

### Oggetti per l'abbigliamento
- Fibula in argento di "tipo apuano III"[5], verosimilmente collocata nel cinerario.

- Sette fibule in bronzo di "tipo apuano II"[5] con arco a foglia d'alloro.

- Fibula in bronzo con arco foliato.

- Spirale in bronzo a triplo avvolgimento.

- Fermaglio per cintura in bronzo.

- Gruppo di ventidue borchie in bronzo a forma di cono. Sono state ritrovate all'interno della Kylix.

- Gruppo di undici borchie in bronzo a forma di cono.

- Gruppo di dodici borchie in bronzo a forma di cono. Ritrovate all'esterno del cinerario.

- Gruppo di tredici borchie in bronzo a forma di cono.

- Gruppo di dodici borchie in bronzo a forma di cono.

- Gruppo di quattro borchie in bronzo a forma di cono. Ritrovate all'interno del cinerario.

- Borchia conica in bronzo.

- Due borchie coniche. Recuperate dallo scopritore.

### Altro
- Fuseruola in steatite biconica.

## Il restauro dei materiali
Il restauro riguardava materiali in metallo, ceramiche ed ambra. Per i metalli (sia in bronzo che in argento) si è fatto ricorso sia alla pulitura chimica che meccanica. Per gli oggetti in argento non è stato necessario l'utilizzo di alcun protettivo.
La documentazione, anche fotografica, relativa all'attività di restauro è conservata nel Centro di Restauro della Soprintendenza per i Beni Archeologici della Toscana di Firenze.

## L'analisi antropologica
I resti scheletrici combusti sono stati oggetto di esame antropologico da parte di Simona Minozzi della divisione di Paleopatologia dell'Università di Pisa. I frammenti ossei sono risultati in buona conservazione e il loro peso totale ammonta a 591 grammi. 
L'analisi ha accertato che i frammenti recuperati corrispondono alla quantità originariamente deposta nel cinerario, tutti i distretti ossei sono rappresentati ad eccezione dei denti dei quali si sono conservate solo cinque radici: due incisivi, un molare e due premolari. 
Il colore in prevalenza grigio scuro, nero e in parte bianco delle ossa lascia supporre una temperatura di combustione tra i 500 °C e i 700 °C.
La dimensione delle ossa, il grado di fusione tra epifisi e diafisi e quello tra il pube e l'ileo dell'osso iliaco nonché lo sviluppo dentario sono compatibili con un individuo femminile di età compresa tra i 12 e i 14 anni.

## Critiche
Il professor Francesco Mallegni dell'Università di Pisa ha criticato duramente, attraverso un comunicato, l'attribuzione del sesso data alla sepoltura di Vagli. Secondo l'antropologo i dati archeologici e antropologici non sono sufficienti per una determinazione di sesso.

## Esposizione dei reperti
Dal 23 settembre al 26 ottobre 2011 si è tenuta una prima mostra con la presentazione dei risultati dello scavo al Museo Nazionale di Villa Guinigi a Lucca
Il 3 agosto 2013 è stato inaugurato un museo monotematico presso il Palazzo Domenico Marco Verdigi a Vagli di Sotto.